# Atelopus guitarraensis
Espèce
Statut de conservation UICN

 DD  : Données insuffisantes
Atelopus guitarraensis est une espèce d'amphibiens de la famille des Bufonidae.

## Répartition
Cette espèce est endémique du département de Meta en Colombie. Elle se rencontre dans le lac La Guitarra dans le parc national naturel de Sumapaz à environ 3 400 m d'altitude dans la cordillère Orientale.

## Étymologie
Son nom d'espèce, composé de guitarra et du suffixe latin -ensis, « qui vit dans, qui habite », lui a été donné en référence au lieu de sa découverte, le lac La Guitarra non loin de la ville de Guamal.

## Publication originale
- Osorno-Muñoz, Ardila-Robayo & Ruiz-Carranza, 2001 : Tres nuevas especie de Atelopus A. M. C. Dumeril & Bibron, 1841 (Aphibia: Bufonidae) de las partes altas de la Cordillera Oriental Colombiana. Caldasia, vol. 23, no 2, p. 509-522 (texte intégral).